# 1963年香港市政局選舉
1963年香港市政局選舉於1963年3月7日舉行，由合資格選民 （具有陪審員資格等23種人士）投票選出5位民選議員，任期4年；本屆選舉一共有6人參選。

## 選舉情形
本次選舉為1959年香港市政局選舉之換屆選舉，投票站設有四處，分別為香港大會堂、跑馬地香港皇家義勇軍總部、尖沙咀碼頭東側候船室及石硤尾徙置區北九龍裁判法院，投票人數僅5,320人，跑馬地義勇軍團票站僅得19人投票，選民須在六名候選人中圈選兩人，據當時報紙報導，率先投票的三人為九龍總商會會長張軍光、兩名立法局議員：利銘澤及郭贊。此次有六名候選人，分別為競逐連任的陳樹垣、李有璇，以及李尚沛、葉錫恩、張永賢、吳頌堯，其中上屆代表革新會出選的陳樹垣改以獨立名義參選，而過往數屆選舉針鋒相對的革新公民兩會，在本次選舉整合為「革新公民聯合陣綫」，提名了李有璇、張永賢、葉錫恩及吳頌堯，而李尚沛則是獨立參選，且在選舉日因為其出任校長的輔群函授學校帳目問題而遭到執達吏約談。

## 當選名單
- 陳樹垣：德明中學校長、前廣東軍閥、中華民國農林部長陳濟棠之子
- 李有璇：醫生、香港革新會秘書
- 張永賢：律師、香港屋宇建設委員會委員
- 葉錫恩：傳道人、創辦觀塘慕光英文書院，後來曾任立法局及臨時立法會議員

## 選舉結果
| 候選人 | 所得票數 |
| ------ | -------- |
| 陳樹垣 | 4,006    |
| 葉錫恩 | 2,287    |
| 張永賢 | 2,565    |
| 李有璇 | 2,831    |
| 李尚沛 | 1,382    |
| 吳頌堯 | 59       |